# Batman: Il lungo Halloween (film)
Batman: Il lungo Halloween (Batman: The Long Halloween) è un film d'animazione del 2021 diretto da Chris Palmer.
La pellicola, uscita in direct-to-video divisa in due parti e prodotta dalla Warner Bros. Animation e DC Entertainment, è basata sull'omonimo fumetto DC. È il 42° film animato del DC Universe; una versione completa verrà rilasciata nel 2022.
Il film è dedicato all'attrice Naya Rivera, in quanto consiste nel suo ultimo ruolo cinematografico prima della sua scomparsa nel 2020.

## Trama

### Prima parte
Il giorno di Halloween viene assassinato Johnny Viti, nipote di Carmine Falcone, il più potente boss mafioso di Gotham City; l'assassino lascia una lanterna sulla scena del crimine. Il commissario James Gordon convoca il procuratore distrettuale Harvey Dent e il vigilante Batman per indagare sull'omicidio. I tre sono determinati a fermare l'impero criminale di Falcone.
Catwoman conduce Batman e Dent al deposito di denaro di Falcone; sapendo di non poter confiscare i soldi legalmente, Dent si basa sul lancio di una moneta truccata per decidere di bruciare le banconote. In rappresaglia, Falcone assume il criminale Mickey Chen per piazzare degli esplosivi nella casa di Dent: quest'ultimo e la moglie Gilda sopravvivono, ma il procuratore viene ricoverato in ospedale. Batman cattura il criminale e lo consegna al GCPD. In mancanza di prove, Batman e Gordon sono costretti a rilasciare Chen; notando i modi rudi del vigilante nell'interrogare i sospettati, Gordon gli consiglia di imparare maggiormente a comportarsi come un detective.
Il Giorno del ringraziamento, Falcone ha una discussione con il figlio Alberto, rinfacciandogli che non erediterà mai l'azienda di famiglia a causa del suo carattere debole. Dent scappa dall'ospedale e Gordon gli consegna una pistola per proteggersi nonostante gli abbiano rifiutato il porto d'armi. Quella notte, Chen e i suoi soci vengono uccisi dall'assassino di Viti.
La notte di Natale, Gordon e Batman vanno all'Arkham Asylum per interrogare l'Uomo Calendario sull'identità del misterioso assassino, soprannominato "Festa". Il criminale nomina come potenziali sospetti Falcone, il suo rivale Sal Maroni e Dent; subito dopo, si scopre che il Joker è evaso. Joker affronta Dent minacciando di uccidere Gilda e successivamente attacca gli uomini di Maroni. Batman raggiunge Maroni, il quale lo avverte che, se Joker è Festa, il prossimo che prenderà di mira sarà Falcone. Quest'ultimo viene a sua volta visitato dal Joker, che pretende di sapere ogni nuova informazione relativa a Festa. Batman scheda come sospettati Maroni, Carla Viti (sorella di Falcone), il Joker, Falcone e Dent.
A Capodanno, Bruce Wayne partecipa a una festa in yacht organizzata da Falcone e il boss lo proclama ufficialmente il figlio che non ha mai avuto a discapito di Alberto. Il milionario incontra Selina Kyle, la quale interrompe la loro relazione a causa della conflittualità delle loro identità segrete. Il Joker tenta di gassare Times Square con un aereo rubato, ma Batman riesce a sventare il suo piano; nello scontro capisce che il Joker non è Festa, in quanto vuole mettere in atto il suo piano nella speranza di uccidere Festa nella folla, considerandolo un rivale nel ruolo di "criminale più famoso di Gotham". Batman conclude che Festa sia Alberto, rancoroso verso suo padre per essere stato tagliato fuori dalla famiglia. Lo raggiunge sullo yacht dove sta parlando con Selina e rivela involontariamente la sua identità in quanto la donna riconosce la sua voce. Alberto nega di essere il criminale e sostiene di aver sempre voluto una vita normale; con lo scoccare del nuovo anno, Festa si palesa e uccide Alberto sparandogli e facendolo cadere nell'elica dello yacht, per poi fuggire. Tormentato dal senso di colpa, Batman si incontra con Gordon e Dent per dire loro di assegnare una scorta protettiva a Falcone, giurando di essere un detective migliore.
In una scena dopo i titoli di coda, Bruce partecipa al funerale di Alberto e viene avvicinato da Falcone e una donna in sua compagnia. Quest'ultima gli stringe la mano e dei rampicanti afferrano il braccio di Bruce, i cui occhi diventano verdi, facendo intendere che Poison Ivy lo ha posto sotto il suo controllo.

### Seconda parte
A tre mesi dalla morte di Alberto, Festa prende di mira le famiglie di Falcone e Maroni a San Valentino, San Patrizio e per il Pesce d'aprile. Nel frattempo Bruce, influenzato da Poison Ivy, ha ceduto gran parte dei suoi beni a Falcone. Catwoman sconfigge Ivy, liberando Bruce dal controllo mentale.
Il giorno della festa della mamma, lo Spaventapasseri fugge dall'Arkham Asylum e, nello scontro con Batman, riesce a contaminarlo con la sua tossina della paura, facendogli rivivere l'omicidio dei suoi genitori. Catwoman successivamente trova Batman e lo porta a casa. Sofia, la figlia di Falcone, chiede un posto al tavolo di famiglia che le viene rifiutato dal padre. Gordon e Dent interrogano Bruce su Festa in quanto la sua famiglia ha avuto in passato dei legami con Falcone e Bruce spiega di aver incontrato il boss mafioso da giovane, quando suo padre gli salvò la vita in seguito a un tentato omicidio da parte di Maroni. Durante la festa del papà Luigi, il padre di Maroni, viene assassinato da Festa. Catwoman vede Falcone pagare un sicario e, nel frattempo, Maroni si incontra con Dent accettando di testimoniare contro Falcone in cambio dell'immunità.
Il 4 di luglio, Batman viene catturato dallo Spaventapasseri e dal Cappellaio Matto durante una rapina in banca compiuta dai criminali per conto di Falcone; il vigilante riesce a fuggire e li sconfigge. Sul lungomare, il sicario di Falcone attacca Dent e Gilda durante i fuochi d'artificio. Catwoman interviene, ma il sicario riesce a sconfiggere lei e Dent; al risveglio di quest'ultimo, il sicario è morto e una delle pistole di Festa giace abbandonata nelle vicinanze, quindi fugge all'arrivo della polizia.
Successivamente Carla Viti accusa pubblicamente Dent di essere Festa. Mentre Maroni è in tribunale, Batman incontra Gordon e rivela di aver trovato le pistole di Festa nel seminterrato dei Dent. Durante il processo, Maroni accusa Dent di essere Festa e gli lancia dell'acido in faccia. Il procuratore viene ricoverato in ospedale ma scappa e viene prelevato dagli uomini di Falcone. Dent uccide gli scagnozzi e fugge nelle fogne, dove riceve l'aiuto di Solomon Grundy. Il giorno del compleanno di Falcone, Carla viene uccisa da Festa.
La Festa del Lavoro, Dent e Grundy attaccano la scorta carceraria di Maroni. Batman, travestito da guardia, sconfigge Grundy, ma Maroni viene ucciso da Festa appostato su un edificio e i tre criminali scappano. A villa Wayne, Alfred Pennyworth fa i preparativi per Halloween mentre Bruce mette in dubbio le sue motivazioni per combattere il crimine a causa dei contatti con la mafia che avevano i suoi genitori, sebbene Alfred lo rassicuri sul fatto che i suoi genitori sarebbero orgogliosi di lui. Batman chiede a Catwoman come mai sia ossessionata dalla famiglia Falcone e lei confessa che Falcone è suo padre e vuole solo scoprire il nome di sua madre.
Dent e Grundy liberano diversi detenuti dell'Arkham Asylum. Poison Ivy, lo Spaventapasseri e il Cappellaio Matto fronteggiano il GCPD, mentre Dent, Grundy, il Joker e Pinguino attaccano la sede di Falcone e Dent si prepara a lanciare una moneta per decretare il destino di Falcone. Batman e Catwoman sopraggiungono e sconfiggono i criminali, ma non riescono a impedire a Dent di sparare a Falcone; Sofia precipita da una finestra e muore. Catwoman si smaschera davanti a Falcone, il quale pronuncia il nome "Louisa" prima di morire tra le braccia di Batman. Dent, che ha assunto lo pseudonimo di Due Facce, si consegna a Gordon rivendicando la responsabilità degli omicidi di Festa.
Si scopre che in realtà Festa è Gilda, la quale brucia le prove e viene sorpresa da Batman. Confessa di essere stata fidanzata con Alberto, ma Falcone la fece abortire il loro figlio illegittimo e annullò il matrimonio giudicandola indegna per la famiglia; pertanto, la donna ha assunto i panni di Festa per vendicarsi sulla sua famiglia. Sebbene impunita, assicura Batman che non compirà più crimini.
Ad Halloween, Villa Wayne apre per la prima volta i battenti per la pratica di dolcetto o scherzetto; in una scena dopo i titoli di coda, si presentano alla porta di ingresso anche Flash e Freccia Verde.

## Produzione
Il film è stato annunciato ufficialmente il 23 agosto 2020, durante il panel di Superman: Man of Tomorrow al DC FanDome.

### Cast
Il 31 marzo 2021 è stato rivelato il cast vocale del film.

## Distribuzione
La prima parte del film è stata rilasciata il 22 giugno 2021 in streaming, DVD e Blu-ray. La prima parte è stata ritardata a causa di The Batman e originariamente avrebbe dovuto lanciare una nuova continuità iniziata con Superman: Man of Tomorrow.
La seconda parte è stata resa disponibile in streaming il 27 luglio 2021 ed è stata pubblicata su DVD e Blu-Ray il 10 agosto 2021.

## Accoglienza

### Critica
Su Rotten Tomatoes il film ha un indice di gradimento pari al 100% basato su 19 recensioni, con una valutazione media di 7,7 / 10.
Jesse Schedeen di IGN ha valutato la prima parte con 8 su 10, ritenendolo un'ottima aggiunta ai film animati dell'universo DC e lodando la decisione di dividere la storia in due parti. Zaki Hasan di IGN ha dato un 9 su dieci alla seconda parte, ritenendolo nel complesso uno dei migliori film su Batman mai realizzati.
William Fischer di Collider ha dato un giudizio più severo, paragonando negativamente il design visivo del film rispetto alla grafica più dettagliata e stilizzata usata nei fumetti, pur riconoscendo che gli animatori hanno dovuto lavorare con diversi vincoli rispetto agli illustratori.